# Ronchetto sul Naviglio
Ronchetto sul Naviglio (Ronchett in dialetto milanese, AFI: [rũˈkɛt]) è un quartiere   di Milano posto a sud del Naviglio Grande, appartenente al Municipio  6 e al NIL n. 48 "Ronchetto sul Naviglio - Q.re Ludovico il Moro".    Un tempo era comune autonomo.

## Storia
Nel 1771 aveva 341 abitanti, e confinava col Lorenteggio a nord, coi Corpi Santi ad est, con Grancino a sud, e con Corsico ad ovest. L'accorpamento con Milano è avvenuto nel 1808, ma è stato poi annullato dagli austriaci nel 1815.
Nel 1870 Ronchetto divenne frazione di Buccinasco. Nel 1924 venne distaccata da Buccinasco e aggregata a Milano.
Il nome, che probabilmente in origine designava una cascina sul Naviglio, deriva, come molti toponimi simili, dalla voce dialettale ronch "campo, terra sarchiata, vigna a terrazze".
A Ronchetto sul Naviglio ebbe luogo uno dei pochi veri scontri a fuoco di una certa entità il giorno della Liberazione il 25 aprile 1945: un nucleo di partigiani della 113ª brigata Garibaldi bloccò una grossa autocolonna tedesca in ritirata. Nello scontro si ebbero tre vittime, Domenico Bernori, Idelio Fantoni e Giovanni Paghini, e tre feriti.
Il nucleo abitativo originario lungo la sponda destra del Naviglio è oggi quasi irriconoscibile, e il quartiere è oramai completamente inglobato nell'abitato di Milano. Dal 2004 un ponte di 700 metri che scavalca il Naviglio e la ferrovia Milano-Mortara lo mette in comunicazione con il quartiere Lorenteggio. Nel quadro dell'impetuosa ed estesa attività edilizia che ha caratterizzato il quartiere, si sono innestati anche fenomeni di infiltrazione mafiosa che sono venuti alla ribalta della cronaca con la cosiddetta Duomo Connection del 1990, in cui la lottizzazione di Ronchetto sul Naviglio aveva un ruolo fondamentale.

## Infrastrutture e trasporti
Fra il 1884 e il 1966 la città era servita da una fermata della tranvia Milano-Corsico-Abbiategrasso.
Dal 2023 è presente il capolinea (S. Cristoforo) della Linea 4 della Metropolitana di Milano.